# Мирное (Козелецкий район)
Мирное (укр. Мирне) — село в Козелецком районе Черниговской области Украины. Население 99 человек. Занимает площадь 0,566 км².
Код КОАТУУ: 7422081504. Почтовый индекс: 17082. Телефонный код: +380 4646.

## Власть
Орган местного самоуправления — Бригинцовский сельский совет. Почтовый адрес: 17082, Черниговская обл., Козелецкий р-н, с. Бригинцы, ул. Ленина, 24а.